# Algund
Algund (tyskt uttal: [alˈgʊnt], italienska: Lagundo [laˈɡundo]) är en ort och kommun i provinsen Sydtyrolen i regionen Trentino-Sydtyrolen i norra Italien. Den är belägen cirka 25 kilometer nordväst om Bolzano. Kommunen har 4 984 invånare (2024), på en yta av 23,67 km². Enligt 2024 års folkräkning talar 82,75 % av befolkningen tyska, 16,90 % italienska och 0,35 % ladinska som modersmål.

## Orter
Orter (località) i kommunen Algund med fler än 20 invånare (inom parentes invånarantal 2021):

- Algund/Lagundo (3 341)
- Laurinzone/Zona Laurin (802)
- Schloß Plars/Castello Plars (66)
- Oberplars/Plars di Sopra (179)
- Vellau/Velloi (57)
- Aschbach/Rio Lagundo (35)